# مادلين سامي
مادلين سامي (بالإنجليزية: Madeleine Sami)‏ هي ممثلة نيوزيلندية، ولدت في 10 مايو 1980 في أوكلاند في نيوزيلندا.

## أعمال

### أفلام
- (2015) الغرب البطئ[5]

## وصلات خارجية
- مادلين سامي على موقع IMDb (الإنجليزية)
- مادلين سامي على موقع روتن توميتوز (الإنجليزية)
- مادلين سامي على موقع ميوزك برينز (الإنجليزية)
- مادلين سامي على موقع ديسكوغز (الإنجليزية)
- مادلين سامي على موقع قاعدة بيانات الفيلم (الإنجليزية)